# Арбовірусні хвороби
Арбові́русні хворо́би (також Арбовірусні інфекції, англ. Arbovirus diseases, Arbovirus infection) — інфекційні захворювання, які спричинюють РНК-вмісні віруси п'яти родин Bunyaviridae, Flaviviridae, Reoviridae, Togaviridae і Asfarviridae (арбовіруси), що їх передають в природі між хребетними тваринами кровосисні комахи (за допомогою укусу, втирання лімфи роздавленої комахи або їхніх фекалій). Термін «Арбовірусні хвороби» походить від акроніму з назви вірусної групи — англ. arthropod-borne viruses
Класифікація в першу чергу має еколого-епідеміологічний характер і невиправдано поєднує в одне поняття різні по етіології хвороби без урахування їхніх клінічних проявів, через що в багатьох країнах терміном «арбовірусні хвороби» користуються з певною часткою умовності.

## Особливості арбовірусних хвороб
Особливостями цих хвороб є:
- більшістю це зоонози, коли збудник у природі передається без участі людини, а хвороба існує виключно поміж тварин, особливо гризунів;
- є стійка спеціалізована адаптація конкретних вірусів до джерел інфекції — видів тварин, що призводить до того, що ці тварини переносять хворобу в легкій або субклінічній формі;
- основним, а часто єдиним механізмом передачі арбовірусів є трансмісивний;
- деякі види членистоногих, зокрема кліщі, здатні передавати вірусів своєму потомству трансоваріально, що призводить до формування стійкого тривалого осередку в географічному районі, іноді за відсутності потрапляння певного часу туди джерела інфекції (печери, гроти тощо);
- для більшості характерна сувора ендемічність, хвороба існує на конкретній території, що виражається й в назві хвороби — Крим-Конго геморагічна гарячка, гарячка лісу Семлікі, аргентинська геморагічна гарячка, гарячка Росс Рівер, венесуельський енцефаломієліт, гарячка Оропуш тощо;
- у патогенезі цих хвороб обов'язково є фаза вірусемії, що призводить до швидкої імунної відповіді вже на ранньому етапі й також швидкого звільнення організму від збудника;
- етіотропна терапія і специфічна профілактика більшості цих хвороб на сьогодні не розроблені.

## Клінічний перебіг арбовірусних хвороб
На сьогодні клініцисти виділяють 3 клінічні групи арбовірусних хвороб згідно ведучого клінічного симптомокоплекса:
1. Геморагійні гарячки — жовта гарячка, геморагічна денге, гарячка Ласса, хвороба, яку спричинює вірус Марбург, хвороба, яку спричинює вірус Ебола, Крим-Конго геморагічна гарячка тощо;
2. Енцефаліт або асептичний менінгіт — кліщовий та японський енцефаліти, гарячка паппатачі, лімфоцитарний хоріоменінгіт, Кемеровська кліщова вірусна гарячка, Колорадська кліщова гарячка тощо;
3. Хвороби із гарячкою, артралгіями і висипом — класична денге, гарячка Західного Нілу, чікунгунья, гарячка Рифт Валлі, гарячка Сіндбіс, хвороба, яку спричинює вірус Уна тощо.

## Актуальність для України
На сьогодні через потепління клімату в нашій країні багато арбовірусних хвороб значно поширилися. Приблизно 25 % хвороб влітку, що перебігають з гарячкою, є арбовірусними. У першу чергу це Крим-Конго геморагічна гарячка, кліщовий енцефаліт, гарячка Західного Нілу, гарячка паппатачі.